# Hidenobu Yonekura
Hidenobu Yonekura (en japonés: 米倉英信, Hidenobu Yonekura; Hiroshima, 1997) es un deportista japonés que compite en gimnasia artística. Ganó una medalla de plata en el Campeonato Mundial de Gimnasia Artística de 2021, en la prueba de salto de potro.

## Palmarés internacional
| Campeonato Mundial | Campeonato Mundial | Campeonato Mundial | Campeonato Mundial |
| Año                | Lugar              | Medalla            | Prueba             |
| ------------------ | ------------------ | ------------------ | ------------------ |
| 2021               | Kitakyushu (Japón) | Medalla de plata   | Salto de potro     |